# Juan David Lemus
Juan David Lemus Quintero (Puerto Colombia, Atlántico, Colombia; 1 de enero de 1999) es un futbolista colombiano. Juega en la posición de portero y su equipo actual es el Tepatitlán F. C. de la Liga de Expansión MX en México.

## Selección nacional

### Participación Sudamericanos
| Competición                            | Sede    | Resultado   | Partidos | Goles |
| -------------------------------------- | ------- | ----------- | -------- | ----- |
| Campeonato Sudamericano Sub-20 de 2019 | Ecuador | Clasificado | 0        | 0     |

### Participaciones en Copas del Mundo
| Mundial                     | Sede    | Resultado        | Partidos | Goles |
| --------------------------- | ------- | ---------------- | -------- | ----- |
| Copa Mundial Sub-20 de 2019 | Polonia | Cuartos de final | 0        | 0     |

## Clubes
| Club             | País     | Año           |
| ---------------- | -------- | ------------- |
| Club Llaneros    | Colombia | 2016-2019     |
| Real Cartagena   | Colombia | 2020-2021     |
| Tepatitlán F. C. | México   | 2021-presente |